# Mariel Martínez
Mariel Martínez (Villa Crespo, Buenos Aires; 28 de marzo de 1980) es una cantante de tango argentina que reside en España desde el año 2002. Fue nominada como Mejor Artista Femenina de tango en los Premios Gardel 2014 por su álbum titulado Esos otros tangos, con la producción de Litto Nebbia para Discos Melopea. Ha dado conciertos y giras por Francia, Rusia, Bielorrusia, República Checa, Irlanda, España, Italia, Portugal, Marruecos, Suiza, Ucrania, Israel Eslovenia y Alemania.

## Discografía

### Como solista
- De mi Barrio(2008) Discos Melopea
- Perfume de Tango(2010) Discos Melopea
- Un Placer (2012) Discos Melopea
- Esos otros Tangos(2014) Discos Melopea
- Buenos Aires...Cuando lejos me vi (2015) Discos Melopea

## Participaciones
- Barrio de Tango

Libro que incluye CD de Denise Anne Clavilier (2010) Éditions du Jasmin France
- Encuentro a la memoria de los pueblos

Dvd filmado en el festival de Gramilla de Santiago del Estero (2010) Luminaria Films
- Homero Manzi Tributo

Participación con Alejandro Picciano (2012)  Discos Melopea
- Sinfonía para Catedrales Vivas

Cd triple de artistas varios homenaje a Litto Nebbia (2013) re1000pro Discos

## Premios y nominaciones
| Año  | Trabajo nominado  | Premio         | Categoría                             | Resultado |
| ---- | ----------------- | -------------- | ------------------------------------- | --------- |
| 2014 | Esos otros Tangos | Premios Gardel | Mejor álbum artista femenina de Tango | Nominado  |